# جائزة لانان الأدبية
جائزة لانان الأدبية هي مجموعة من الجوائز والزمالات التي تمنحها مؤسسة لَنان في مجالات أدبية متنوعة. أُنشئت هذه الجوائز عام 1989 بهدف "تكريم الكتّاب المخضرمين والمواهب الصاعدة الذين تتسم أعمالهم بجودة استثنائية"، بحسب ما تصرح به المؤسسة. وتُعد جوائز لَانان من بين الأرفع قيمةً ماليًا في عالم الأدب، حيث بلغت قيمة جوائز عام 2006 في مجالات الشعر والقصص والرواية والكتابة غير الروائية 150,000 دولار لكل منها، مما يضعها في مصاف الجوائز الأدبية الأعلى قيمة عالميا من الناحية المادية. تعكس الجوائز الفلسفة التي تقوم عليها مؤسسة لَانان، وهي مؤسسة عائلية أسسها الممول وراعي الفن جيه. باتريك لَانان الأب عام 1960. وتصف المؤسسة نفسها بأنها: "ملتزمة بحرية الثقافة والتنوع والإبداع من خلال مشاريع تدعم الفنانين والكتّاب المعاصرين المتميزين، بالإضافة إلى الناشطين الأصليين الملهمين في المجتمعات الريفية للسكان الأصليين".
تم منح الجوائز لكتّاب بارزين مثل ديفيد فوستر والاس، ويليام غاديس، ليديا ديفيس، ويليام هـ. غاس، ستيف إريكسون، ودبليو. إس. ميروين، كما كرمت المؤسسة مفكرين مشهورين مثل باربرا إهرنريش وإدوارد سعيد. تمنح المؤسسة أيضًا "جائزة الحرية الثقافية"، التي تهدف إلى تكريم الأفراد الذين يحتفي عملهم الاستثنائي والشجاع بحق الإنسان في حرية الخيال والبحث والتعبير. من بين الفائزين بهذه الجائزة كلوديا أندوجار، هيلين كالديكوت، جوليان كاردونا، إلويز بي. كوبيل، محمود درويش، روكسان دنبار-أورتيس، روبرت فيسك، إدواردو جاليانو، أروندهاتي روي، برايان ستيفنسون، وكورنيل ويست.
لا تقبل المؤسسة طلبات التقديم للجوائز أو الزمالات. يتم اقتراح المرشحين بشكل مجهول "من قِبَل شبكة من الكتّاب، والباحثين الأدبيين، والناشرين، والمحررين"، وتتولى اللجنة الأدبية في المؤسسة اتخاذ القرار النهائي بشأن الفائزين 
تُقدّم المؤسسة أيضًا دعماً مالياً للقبائل والمنظمات غير الربحية التي تخدم المجتمعات الأمريكية الأصلية. فعلى سبيل المثال، منحت المؤسسة أكثر من 7 ملايين دولار لصندوق تطوير محمية بلاكفوت بين عامي 1998 و2009، لدعم الدعاوى القانونية التي تمثل مصالح الأمريكيين الأصليين في الأراضي المحتفظ بها كأملاك موثوقة. تأسست هذه المنظمة غير الربحية بواسطة إلويز بي. كوبيل وفريقها القانوني لملاحقة الحكومة الأمريكية بشأن سوء إدارة هذه الأراضي. وقد بدأت قضية كوبيل ضد سالازار عام 1996، وتم التوصل إلى تسوية في عام 2009.

## روابط خارجية
- الموقع الرسمي: مؤسسة لانان.